# فرناندو دوس سانتوس
فرناندو دوس سانتوس بيدرو (بالبرتغالية: Fernando dos Santos Pedro) ويعرف باسم فرناندو هو لاعب كرة قدم برازيلي في مركز الهجوم ولد في يوم 1 مارس 1999 في مدينة بيلو هوريزونتي في البرازيل، يلعب حالياً مع نادي شاختار دونتسك وسبق له اللعب مع نادي بالميراس، لعب مع منتخب البرازيل تحت 20 سنة لكرة القدم ويبلغ طوله 176 سم.

## روابط خارجية
- فرناندو دوس سانتوس على موقع الاتحاد الأوربي (الإنجليزية)
- فرناندو دوس سانتوس على موقع اتحاد أوكرانيا (الإنجليزية)
- فرناندو دوس سانتوس على موقع قاعدة بيانات كرة القدم.إي يو (الإنجليزية)
- فرناندو دوس سانتوس على موقع Soccerway.com (الإنجليزية)
- فرناندو دوس سانتوس على موقع عالم كرة القدم.نت (الإنجليزية)